# Moerasjungletimalia
De moerasjungletimalia (Pellorneum palustre) is een zangvogel uit de familie Pellorneidae.

## Verspreiding en leefgebied
Deze soort is endemisch in noordoostelijk India.